# Протвино
Протвино́ — город в России, на юге Московской области. Расположен на левом берегу Протвы, рядом с её впадением в Оку. Населённый пункт основан в 1960 году, день рождения отмечает 19 апреля 1960 года. С 1965 года — рабочий посёлок Протвино. Статус города получил в 1989 году. С 2005 по 2023 образовывал одноимённый городской округ. С 2008 по 2024 год имел статус наукограда России. В 2023 году был объединён с Пущино и Серпуховым, образовав городской округ Серпухов. В связи с объединением с городами в 2024 году потерял статус наукограда, но данный статус был присвоен Серпухову.
В городе действует множество предприятий, как промышленных, так и продовольственных. Градообразующим является Институт Физики Высоких Энергий, основанный в 1963 году. Это крупный центр по исследованию природы элементарных частиц.

## Этимология
Город Протвино назван в честь реки, рядом с которой он расположен, Протвы, левого притока Оки. В самом начале строительства Протвино имело название Серпухов-7  из-за секретности строящегося ускорителя. Но в августе 1962 года начальник ОКСа Н.М.Мартовецкий, секретарь партгруппы М.М.Визгирт, начальник отдела кадров И.К.Бакай приняли решение о присвоении города современного названия.
По заявлению бывшего главы города Валерия Борисова, протвинцы не склоняют название города. Таким же мнением поделился Артемий Лебедев. Ф. Л. Агеенко в «Словаре собственных имён русского языка» (2010) указывает, что в речевой практике, в прессе, в теле- и радиопередачах названия с окончанием на -ево, -ово, -ино, -ыно иногда не склоняют, что противоречит традиционной норме русского литературного языка, «Словарь географических названий» (2013) А. В. Суперанской допускает несклоняемый вариант наряду с традиционным нормативным склоняемым.

## Физико-географическая характеристика
Город расположен на юге Московской области, на левом берегу реки Протвы, недалеко от её впадения в Оку, около 15 км к западу от Серпухова и 100 км к югу от МКАД. Находится на западе городского округа Серпухов, граничит на западе — с Жуковским районом Калужской области, а на юге по Протве — с Тарусским районом Калужской области. Город расположен на цельной монолитной известняковой плите, близкой к поверхности. Это специфическое место было выбрано специально для строительства института.
Протвино, как и вся Московская область, располагается в часовом поясе, обозначенном по международному стандарту, как Moscow Time Zone. Смещение относительно Всемирного координированного времени UTC составляет +3:00 (MSD).

### Климат и экология
Климат в Протвино умеренный континентальный, в городе относительно холодная зима и тёплое лето. Тёплый сезон длится 3,5 месяца, с 16 мая по 2 сентября. Холодный сезон длится 3,9 месяца, с 15 ноября по 12 марта. В целом, он идентичен Серпуховскому климату.

Из-за окружающего город леса и отсутствия серьёзных загрязнителей в Протвино относительно чистый воздух. По мнению экологических активистов, экологическая обстановка в Протвино постепенно ухудшается. Происходит это из-за нескольких причин. Весной происходит сток химикатов с полей в Калужской области в Протву, из-за чего в воде становится меньше рыбы. Также по мнению экоактивиста Геннадия Дернового опасность представляет и недостроенный УНК, из-за постоянного подтопления, которое вредит почве. Также по его словам в городе регулярно проходили протесты против вырубки леса ещё с зарождения города. Также и волонтёры, и администрация города стремятся улучшить экологию города.
| Показатель                    | Янв. | Фев. | Март | Апр. | Май | Июнь | Июль | Авг. | Сен. | Окт. | Нояб. | Дек. |
| ----------------------------- | ---- | ---- | ---- | ---- | --- | ---- | ---- | ---- | ---- | ---- | ----- | ---- |
| Средний суточный максимум, °C | −6   | −5   | −1   | 10   | 19  | 22   | 23   | 22   | 16   | 8    | 1     | −3   |
| Средняя температура, °C       | −9   | −8   | −3   | 6    | 13  | 17   | 18   | 17   | 11   | 5    | −1    | −6   |
| Средний суточный минимум, °C  | −12  | −11  | −6   | 2    | 8   | 12   | 14   | 12   | 7    | 2    | −4    | −9   |
| Норма осадков, мм             | 40   | 31   | 31   | 41   | 48  | 77   | 86   | 72   | 59   | 56   | 53    | 48   |
| Источник: climatedata.org     |      |      |      |      |     |      |      |      |      |      |       |      |

## История

### До основания Протвина
Во время Великой Отечественной войны вблизи Протвина проходила линия фронта. В начале декабря 1941 здесь силами 49-й Армии было остановлено продвижение 13-го армейского корпуса группы армий «Центр» немецких войск в направлении Москвы. В окрестностях Протвина продолжают находить останки погибших военнослужащих, фрагменты военной техники и оружия. В лесополосе в черте города сохранились воронки, образовавшиеся в результате взрывов снарядов.
С 1956 по 1958 гг. проходили поиски места среди 30 участков на территории Центральной России для будущего места строительства Протвино и ускорителя «У-70» в частности. В результате была выбрана площадка в Серпуховском Районе вблизи слияния Протвы и Оки. В том же 1958 году в деревне Дракино разместилась первая команда, которая стала исследовать данный участок. Всего на территории было пробурено около 8000 скважин для исследования почвы. Постановлением ЦК КПСС от 13 марта 1958 года было предусмотрено строительство в этом месте ИФВЭ и посёлок на 50 тыс. человек. Строительство У-70 началось в начале 1960 года, а самого города — в апреле того же года.

### XX век
Название города образовано как производное от названия реки Протвы. Датой основания считается 19 апреля 1960 года, когда было начато строительство протонного ускорителя «У-70» (этот научный комплекс до 1972 года являлся крупнейшим в мире).
Первоначально новый населённый пункт получил название по почтовому индексу — Серпухов-7 и являлся секретным объектом (не обозначенным на географических картах и дорожных указателях), доступ в который был возможен только по специальному пропуску. 22 января 1965 года населённому пункту был присвоен статус рабочего посёлка (посёлка городского типа) и официальное наименование: Протвино. Главным архитектором и автором генерального плана будущего города был Дмитрий Михайлович Корин (1928—1985).
В 1963 году для проведения исследований в области физики элементарных частиц был организован Институт физики высоких энергий (ИФВЭ) во главе с физиком-теоретиком А. А. Логуновым. Этот институт сегодня является одним из крупнейших физических научных центров России, а в Протвине служит градообразующим предприятием.
15 ноября 1989 года посёлок городского типа Протвино был преобразован в город областного подчинения.

### XXI век
18 августа 2008 года постановлением Правительства РФ № 624 городу Протвино присвоен статус наукограда Российской Федерации.
В конце декабря 2021 года стало известно о решении Правительства РФ о выделении более 140 миллиардов рублей в течение ближайших 10 лет на создание в Протвине нового перспективного источника синхротронного излучения под названием «СИЛА». Плановый срок ввода в эксплуатацию — 2033 год.
С 1989 до 2023 года Протвино являлся городом областного подчинения и с 2005 до 2023 гг. образовывал одноимённый городской округ Протвино. С 30 января 2023 года законом Московской области № 1/2023 город включён в городской округ Серпухов.

## Население
| 1970    | 1979    | 1989    | 1998    | 2000    | 2001    | 2002    | 2006    | 2007    |
| ------- | ------- | ------- | ------- | ------- | ------- | ------- | ------- | ------- |
| 12 995  | ↗25 034 | ↗34 520 | ↗36 700 | ↘36 400 | →36 400 | ↘36 175 | ↗37 000 | ↗37 100 |
| 2008    | 2009    | 2010    | 2012    | 2013    | 2014    | 2015    | 2016    | 2017    |
| →37 100 | ↗37 193 | ↗37 308 | ↗37 504 | ↘37 492 | ↘37 381 | ↘37 261 | ↘36 910 | ↘36 823 |
| 2018    | 2019    | 2020    | 2021    | 2023    | 2024    |         |         |         |
| ↘36 400 | ↘35 807 | ↘35 367 | ↗37 735 | ↘36 985 | ↗37 221 |         |         |         |

На 1 января 2025 года по численности населения город находился на 404-м месте из 1124 городов Российской Федерации.

### Национальный состав
По итогам переписи населения 2020 года проживали следующие национальности (национальности менее 0,1 % и другое, см. в сноске к строке «Другие»):
| Национальность | Численность, чел. | Доля     |
| -------------- | ----------------- | -------- |
| Русские        | 30 415            | 80,60 %  |
| Украинцы       | 324               | 0,86 %   |
| Таджики        | 314               | 0,83 %   |
| Вьетнамцы      | 188               | 0,50 %   |
| Узбеки         | 144               | 0,38 %   |
| Белорусы       | 115               | 0,30 %   |
| Киргизы        | 98                | 0,26 %   |
| Татары         | 84                | 0,22 %   |
| Армяне         | 48                | 0,13 %   |
| Другие         | 6005              | 15,92 %  |
| Итого          | 37 735            | 100,00 % |

## Местное самоуправление

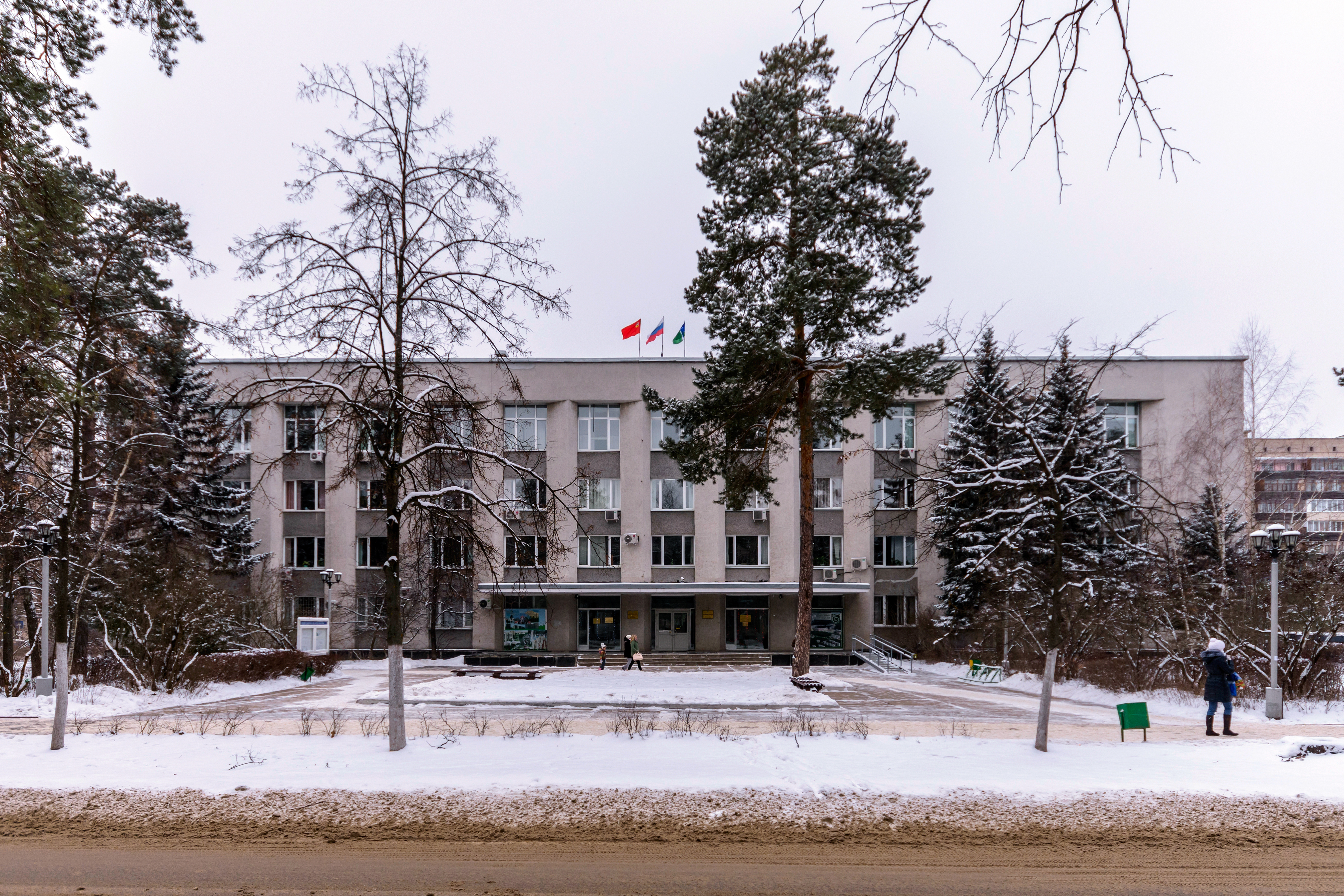
Здание Администрации города

По уставу Протвина высшим должностным лицом, наделённым полномочиями по решению вопросов местного значения города, является Глава города, избираемый сроком на 5 лет. Ранее эта должность именовалась «мэр города». С 2014 года глава города избирается депутатами из своего состава, а все распорядительные функции передаются сити-менеджеру, который был назначен после проведения конкурса в начале 2015 года. 5 февраля 2024 года решением совета депутатов городского округа Серпухов Московской области администрация городского округа Протвино была ликвидирована. При этом самоорганизованная группа граждан Протвино пытается оспорить это решение, считая его противоречащим федеральному законодательству о наукоградах и конституционным нормам о местном самоуправлении.
Руководители города
| Глава (мэр) города                         | Срок полномочий         |
| ------------------------------------------ | ----------------------- |
| Ильин Юрий Александрович                   | 1991—2000               |
| Дмитровский Владимир Юрьевич               | 2000—2009               |
| Баженов Андрей Владимирович                | 2009—2014               |
| Борисов Валерий Леонидович                 | 2014 — 25.02.2019       |
| Колотовкин Альберт Евгеньевич (врио)       | 05.03.2019 — 28.10.2019 |
| Бабыкин Кирилл Александрович (врио)        | 28.10.2019 — 21.02.2020 |
| Кудряшов Сергей Леонидович (врио)          | 02.03.2020 — 11.01.2021 |
| Поярков Сергей Геннадьевич (врио)          | 11.01.2021 — 19.02.2021 |
| Поярков Сергей Геннадьевич                 | 19.02.2021 — 28.11.2022 |
| Малкин Алексей Валерьевич (врио)           | 28.11.2022 — 20.01.2023 |
| Козырин-Гаак Александр Владимирович (врио) | 20.01.2023 — 17.08.2023 |
| Лебедева Оксана Александровна (врио)       | 17.08.2023 — 05.02.2024 |

## Академические институты
- Государственный научный центр Российской Федерации Институт физики высоких энергий (ГНЦ ИФВЭ)
- Филиал «Физико-технический центр» Федерального государственного бюджетного учреждения науки Физического института им. П. Н. Лебедева Российской академии наук (ФТЦ ФИАН)

## Учебные заведения
- Филиал «Протвино» государственного университета «Дубна»
- Филиал Московского государственного индустриального университета
- ГАПОУ МО Губернский колледж
- МАУДО ДШИ, подразделения: Музыкальная школа, Музыкальная школа «Камертон», Художественная школа

## Экономика

### Промышленность
Сегодня Протвино — это не только научный центр. В городе работают малые и средние предприятия пищевой (ОАО «Протвинский мясокомбинат», ОАО «Микояновская слобода»), мебельной (OOO «ПКФ „Янтарь“»), электротехнической (ОАО «Протвинский опытный завод „Прогресс“») промышленности; предприятия по разработке программного обеспечения (ЗАО «РДТЕХ»), компьютерных телевизионных систем безопасности (ООО «Новые Технологии»), производству автокомплектующих компонентов (ЗАО «НПО Турботехника»), производству полимерной георешётки «СТ» (ООО «Диалог СТ»), производству профнастила и металлочерепицы (ООО «Стинержи»).
Наукоёмкая продукция предприятий ООО «НПО ДНК-Технология», ЗАО «Рентгенпром», ООО «ВЕДА», ЗАО «Протон» известна не только в России, но и за рубежом. Эти предприятия неоднократно получали призы и дипломы на российских и зарубежных выставках.
В городе работают структуры поддержки малого и среднего предпринимательства: технопарк и технико-внедренческий центр с бизнес-инкубатором.

### Связь
- Услуги фиксированной связи предоставляют: «Ростелеком», «Евразия Телеком Ру», «РосИнТех», «БестЛайн», «Протвино. Net», «Риал Ком».
- Услуги мобильной телефонной связи предоставляют сотовые операторы: «МТС», «Билайн», «МегаФон», Tele2.

### Туризм
В Протвине есть 1 гостиница (гостиница «Протва» с большой столовой и санаторием) и ещё одна строящаяся гостиница на Фестивальном проезде, а также оздоровительный комплекс «Лесной уголок» с большим парком и баскетбольной площадкой.

## Культура

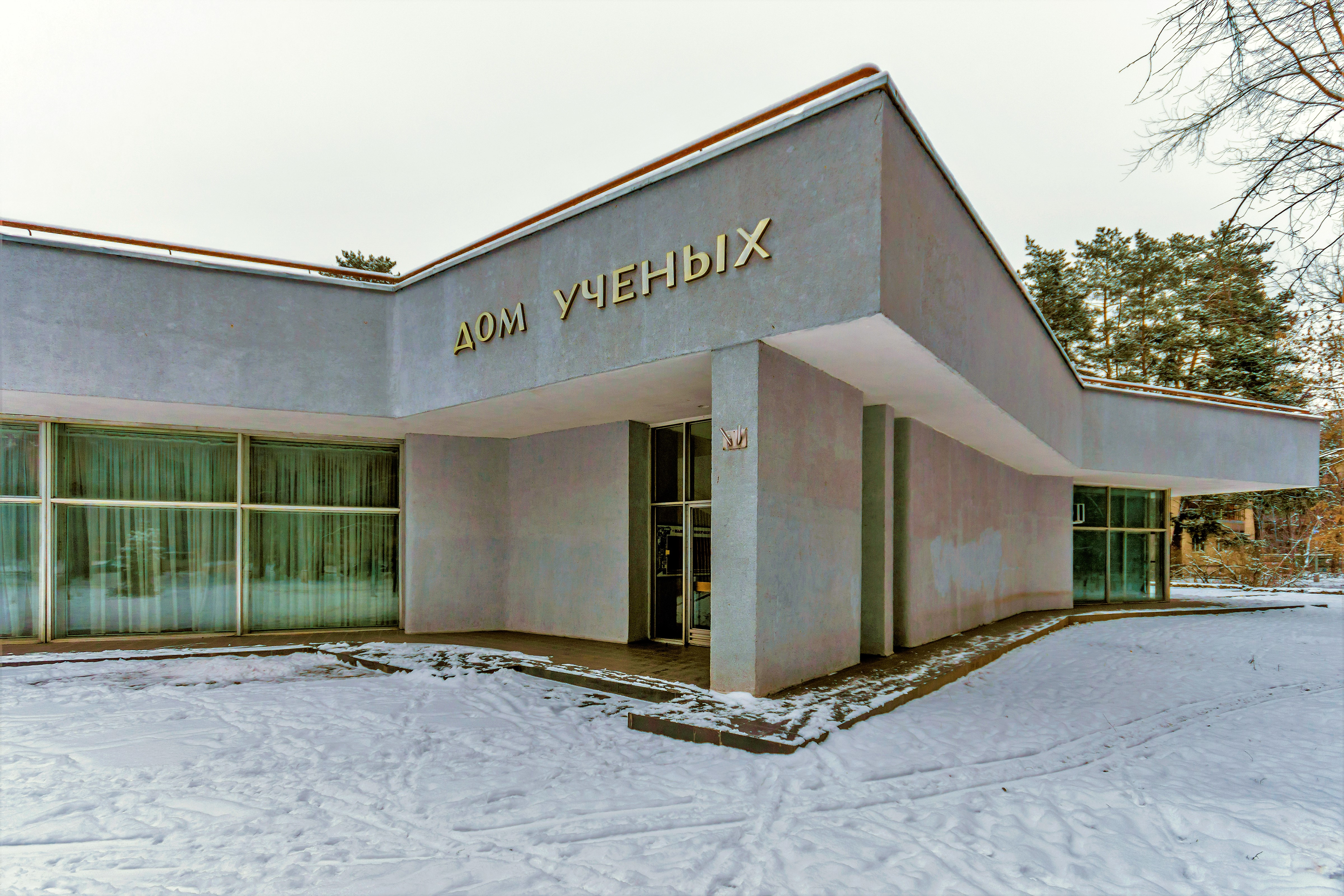
«Дом учёных»

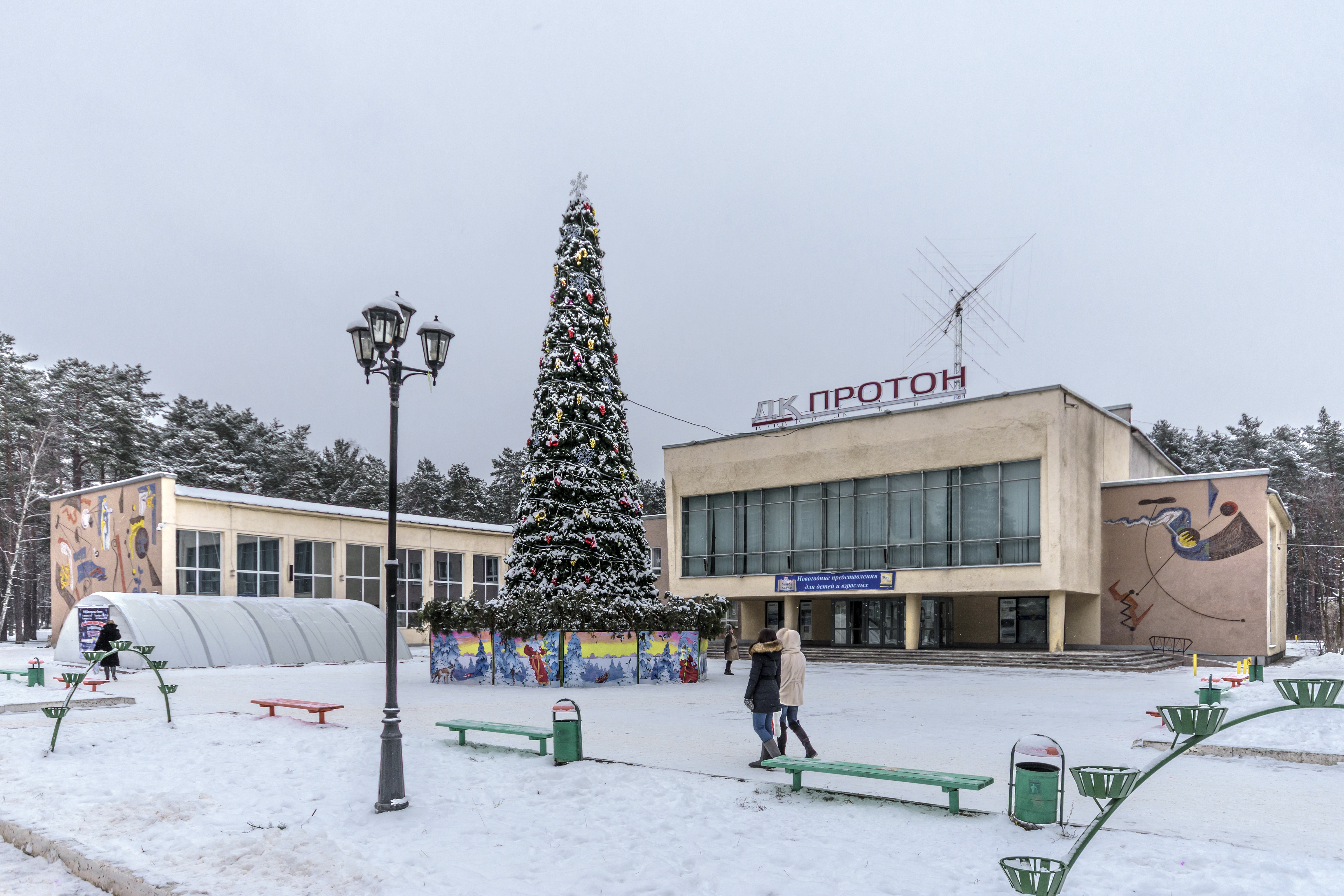
ДК «Протон»

- Дом учёных, был открыт в 1972 году. Комплекс, состоящий из концертного зала, кафе, бара, каминного зала. Здание было награждено дипломом Госстроя СССР.
- Культурно-досуговый центр «Протон»
- Историко-краеведческий музей
- Художественно-выставочный центр

### Духовные учреждения
- Храм Всех святых в земле Российской просиявших (престольный праздник 7 июля)

## Археология
На южной окраине современного города, недалеко от мемориала «Рубеж обороны», недалеко от левого берега реки Протвы, были произведены археологические раскопки славянского селища, имевшего площадь около 10 га, где в X—XII веках проживало около 200 человек; экономика поселения основывалась на рыбной ловле, охоте и торговле. На территории селища были обнаружены ювелирные украшения, ножи, наконечники стрел, рыболовные крючки, обрезки арабских серебряных куфических монет-дирхемов, амулет в виде маленькой лошадки.

## Спорт
- Дворец спорта «Импульс» — спортивный комплекс, открытый в 2008 году с залом для гандбола, фитнес центром и бассейном на 25 метров.
- Спортивная школа олимпийского резерва на Лесном бульваре.
- Стадион «Протва», ул. Строителей, д. 21, с натуральным газоном и освещением.
- Федерация биатлона Протвино.
- Физкультурно-спортивный клуб «НАДЕЖДА».

## Транспорт

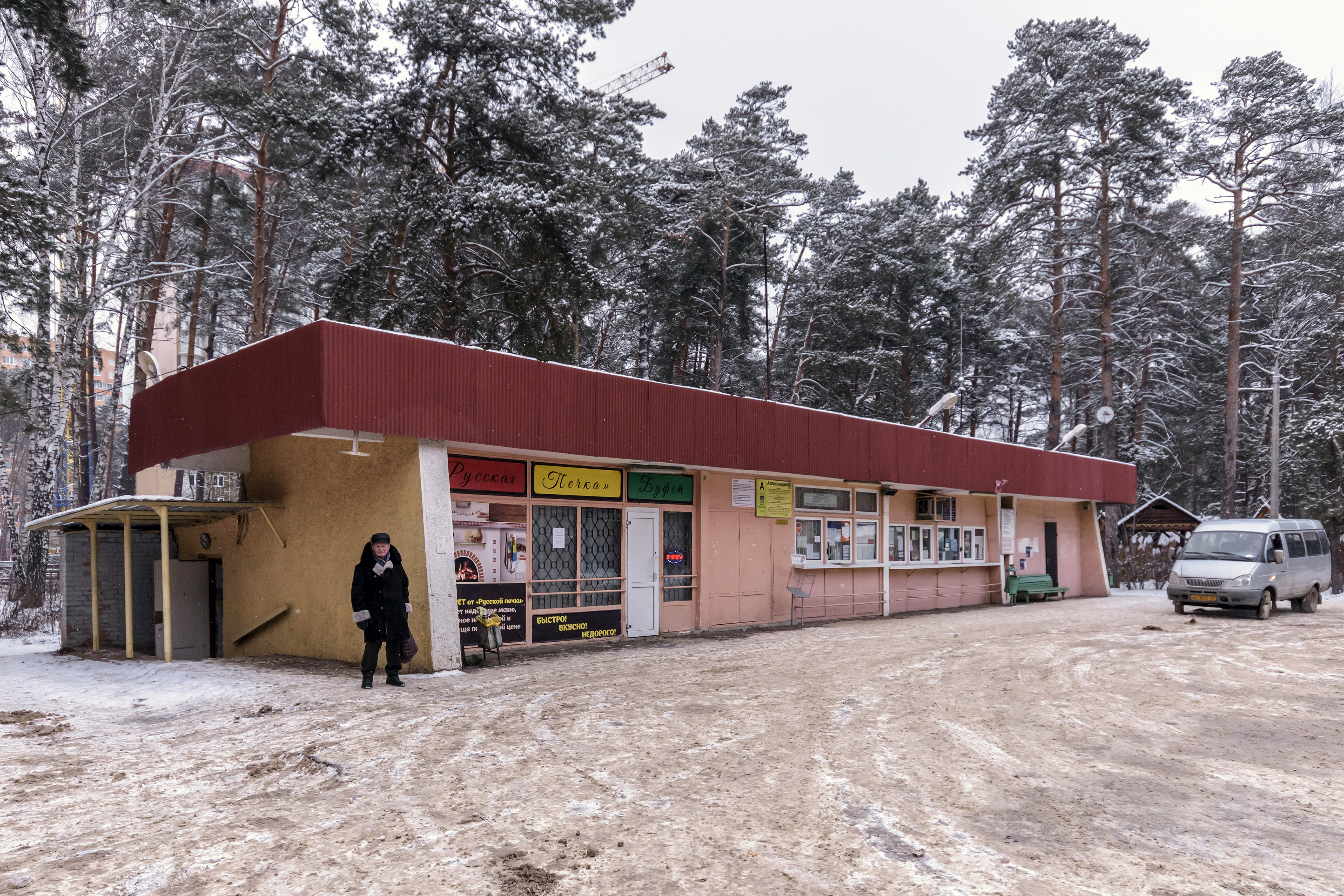
Автобусная станция

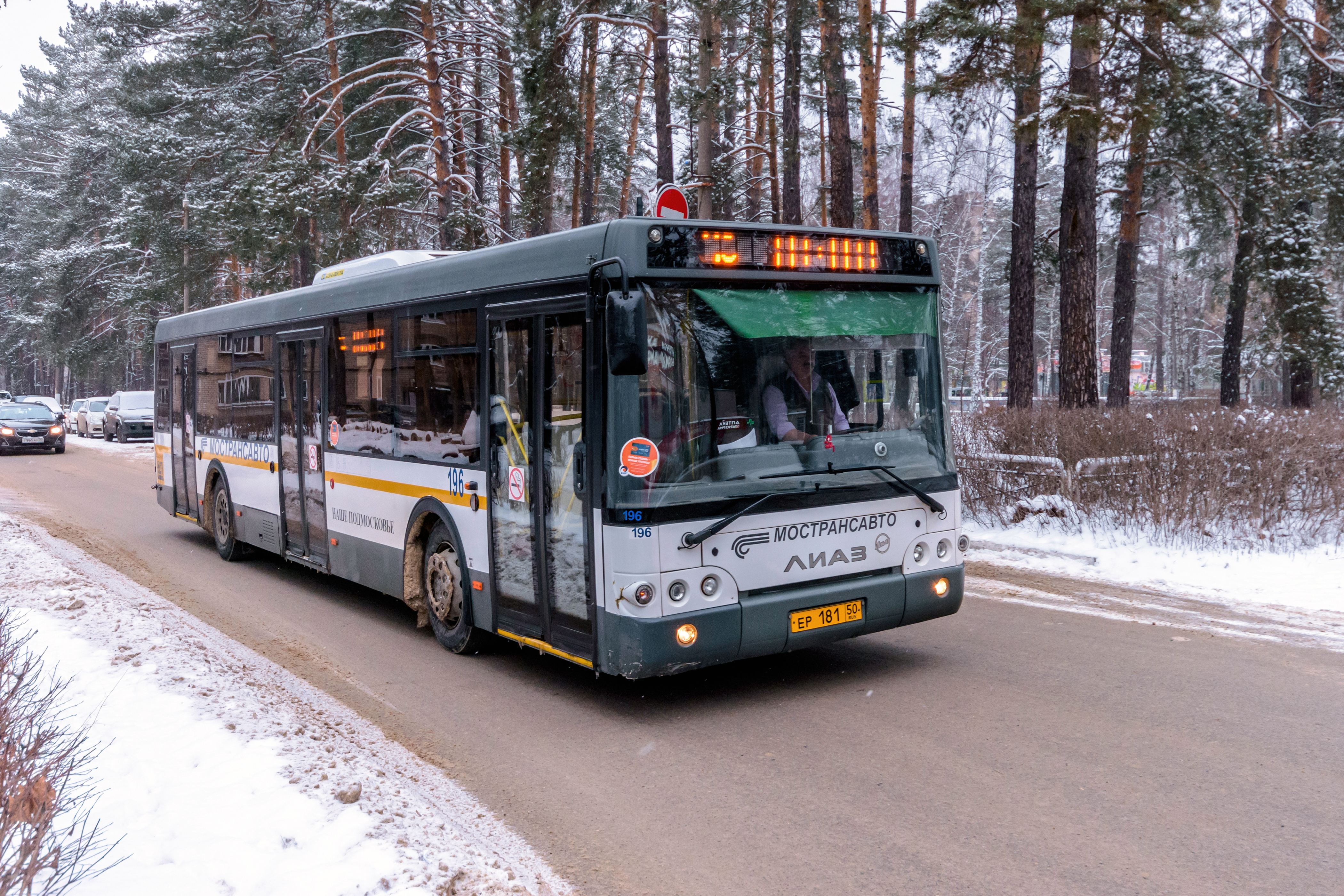
Автобус ЛиАЗ-5292.60 на улице Победы

Город связан с общероссийской сетью автомобильными дорогами регионального значения 46К-9550 (Серпухов — Протвино), 46Н-11284 (Протвино — Оболенск) и др. В 15 км от Протвина проходит автомобильная дорога федерального значения А108, в 20 км — автомобильная дорога федерального значения М2. Регулярные автобусные маршруты соединяют Протвино с Москвой (на 2024 маршрут № 363, № 483 временно приостановлен, № 913 курсировал до 2016 года включительно), Серпуховом (№ 27), Кремёнками (№ 144, № 4076), Оболенском (№ 40), Пущино (№ 42).
Действуют 4 маршрута городского автобуса (1, 6, 7, 10). Все они обслуживаются АО «Мострансавто».

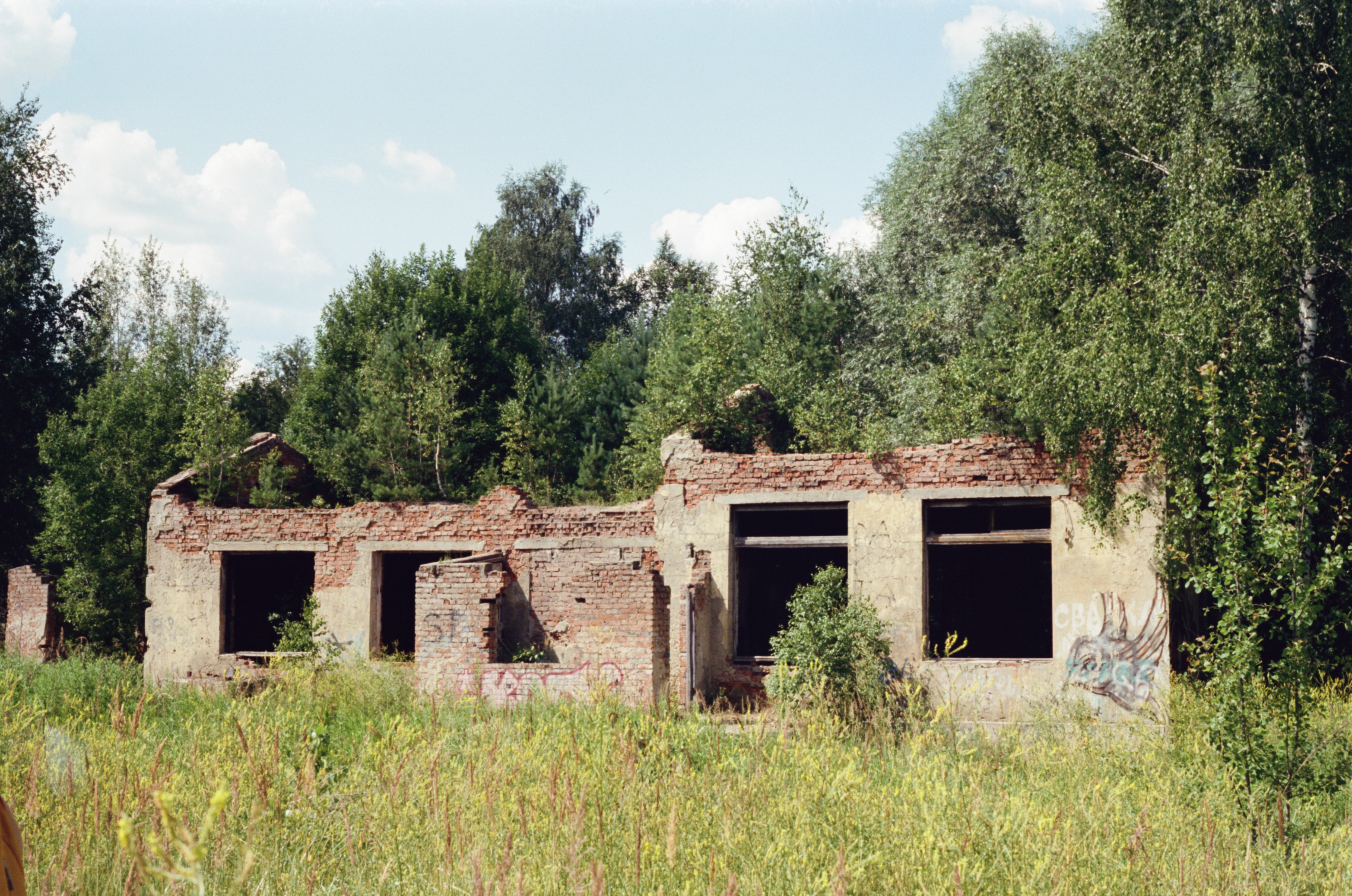
Железнодорожная станция в Протвине. Вокзал, не введённый в работу

В город была проложена неэлектрифицированная ветка железной дороги от Курского направления Московской железной дороги, использовавшаяся для грузовых перевозок. В 2010-х заброшена, в 2021 станция в Протвине заросла деревьями, в 2023 году железнодорожные пути в пределах города разобраны.

## СМИ
В городе работает «Телекомпания ПроТВ» — студия кабельного телевидения. Издаются три газеты: «События» (с февраля 1994 года), «ПроТВинформ» (с октября 1998 года) и «Протвино сегодня» (с декабря 2006 года).

## Галерея

Галерея
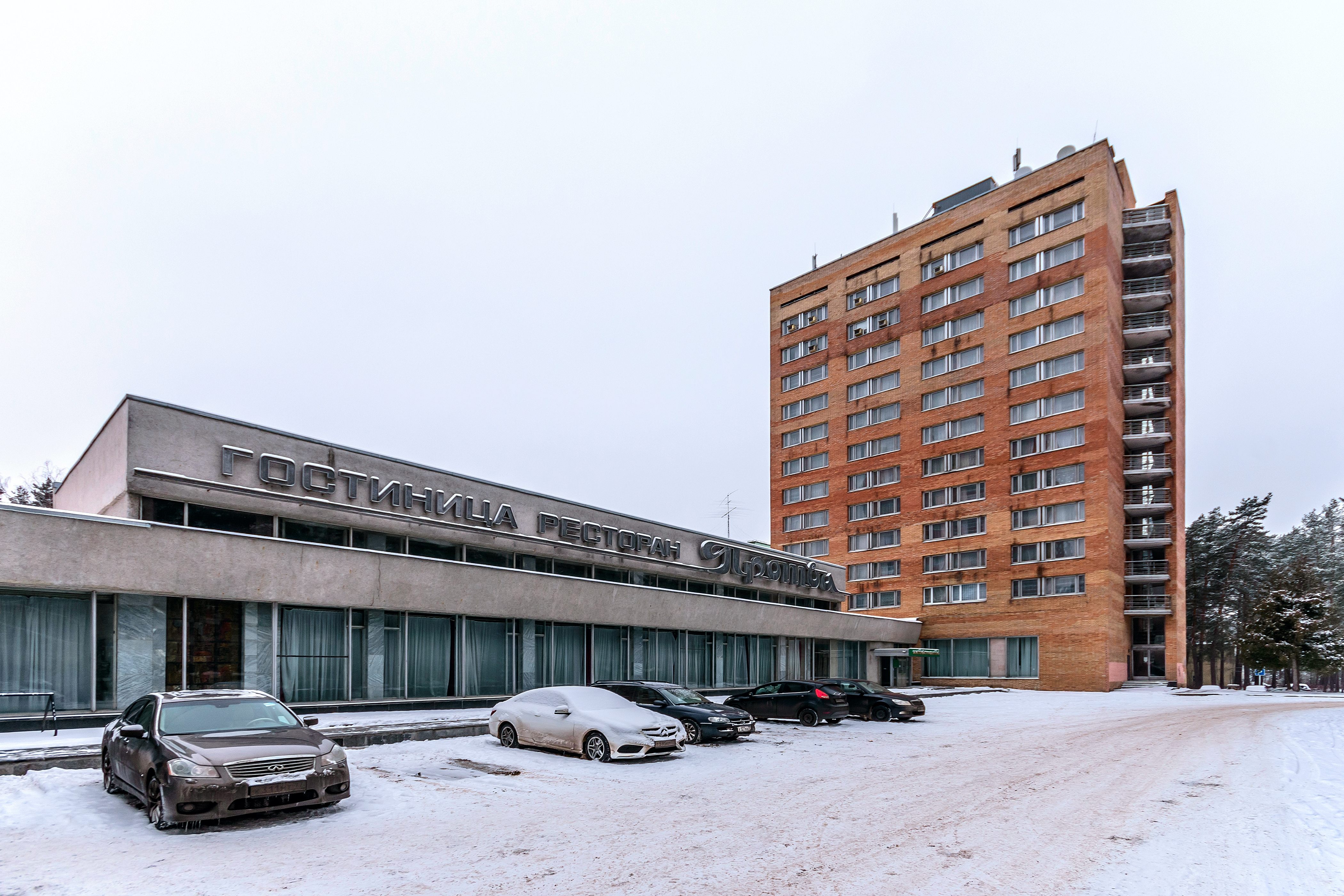
Гостиница «Протва»
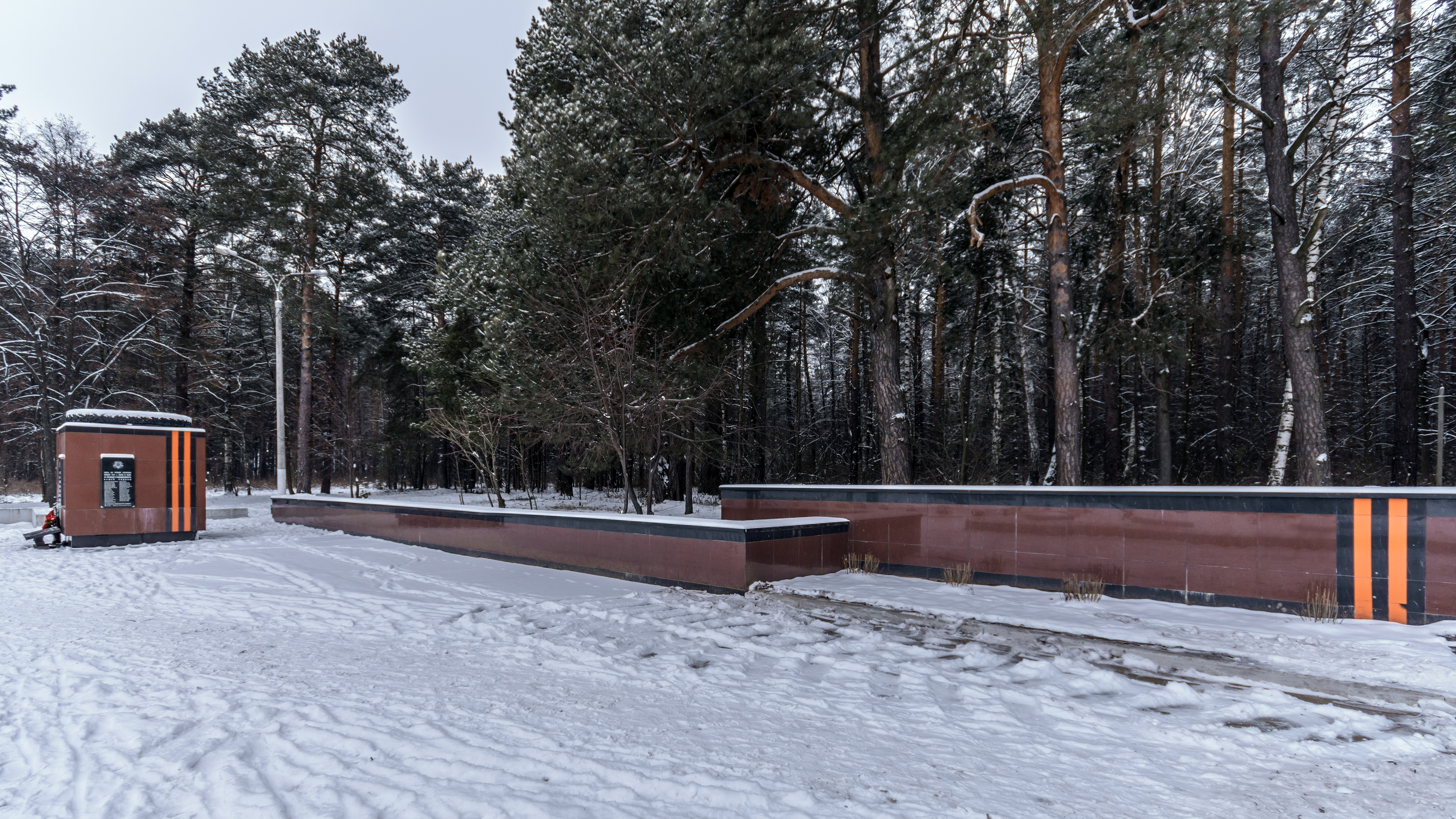
Часть мемориального комплекса «Рубеж Обороны»
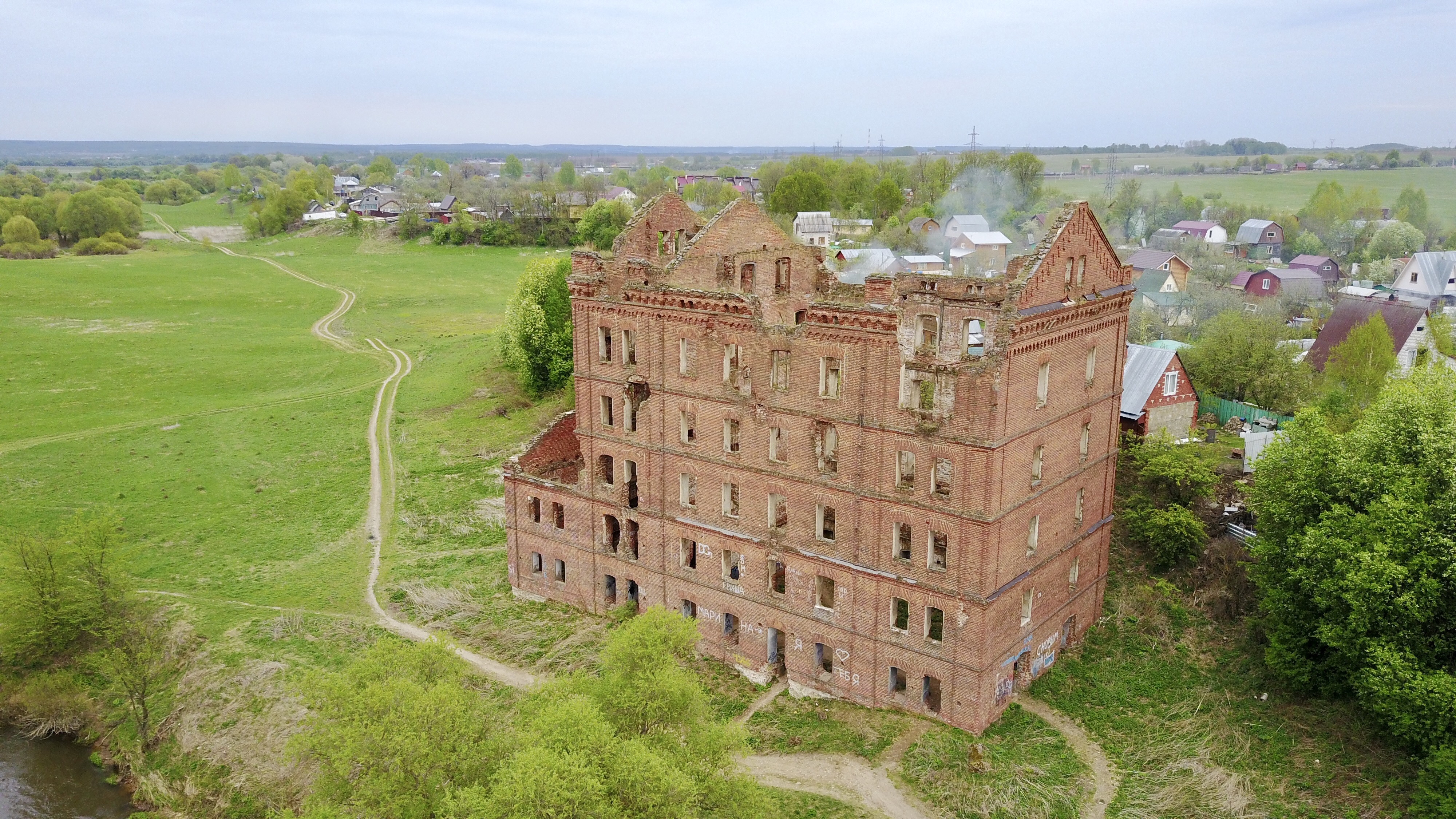
Мельница на Протве
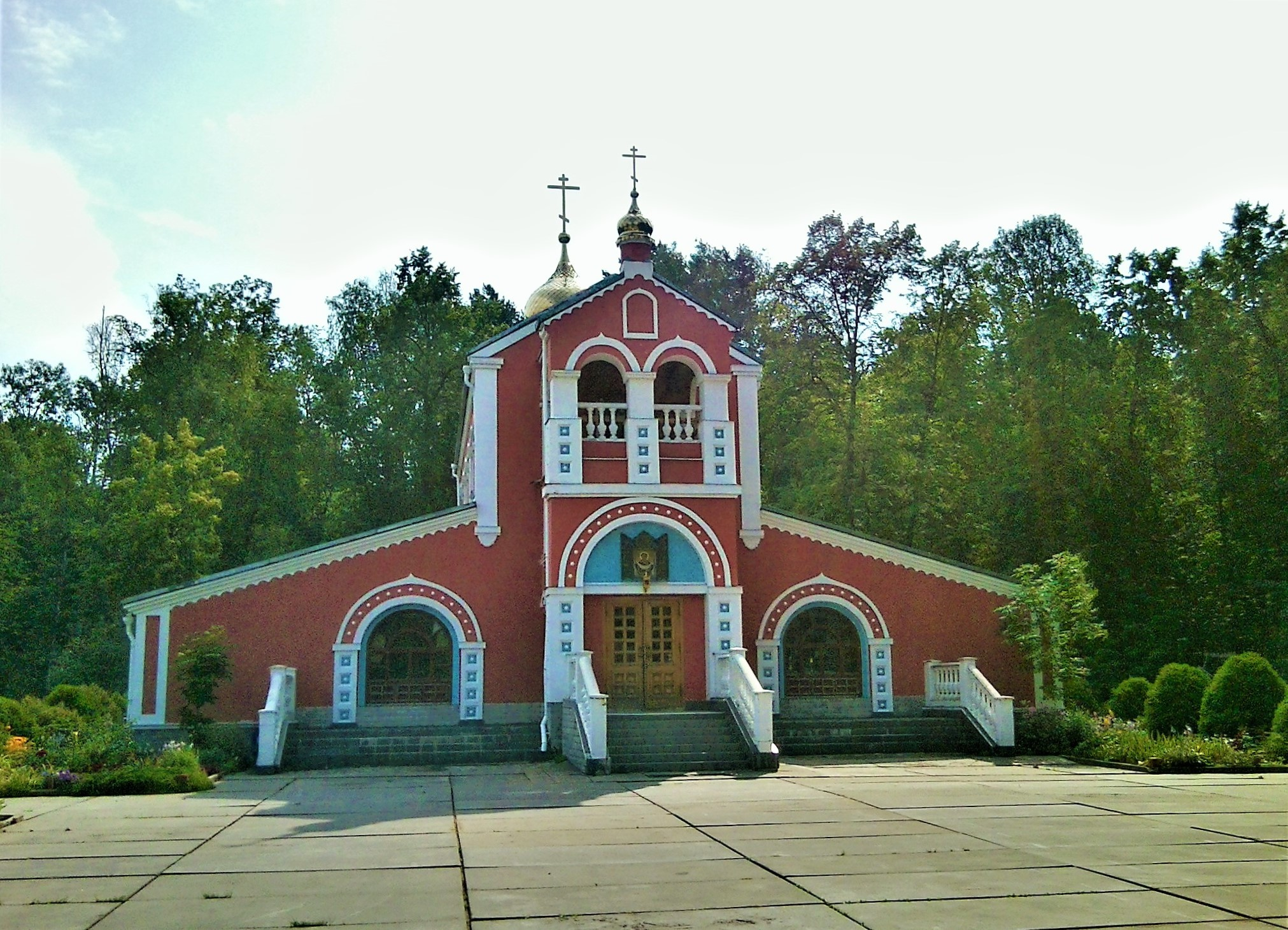
Храм Всех Святых в земле Российской просиявших

## Достопримечательности
- остов разрушенной во время Великой Отечественной войны в 1941 г. и при пожаре в 1960-х годах водяной мельницы купца Боброва в деревне Юрятино (1872[61]) на правом берегу р. Протвы[62][63] ;
- монумент «Рубеж обороны» в память о месте остановки наступления немецких войск в октябре 1941 года;
- висячий мост через р. Протву;
- устье Протвы (здесь можно перейти реку вброд);
- «дома-пилы», «муравейники», «пентагон» — многоквартирные дома особой формы и планировки на ул. Ленина (1980-е гг.);
- поршень пузырьковой камеры «Мирабель» — памятник перед гостиницей «Протва»;
- памятный знак — самолёт МиГ-3 в деревне Дракино в 5 км от города (1967). В 1941 году самолёты МиГ-3 сражались с немецкой авиацией в битве за Москву. Здесь в октябре 1941 года войска 49-й Армии остановили немецкие части, рвавшиеся к Москве. 17 декабря 1941 года с этих рубежей они перешли в решительное наступление во взаимодействии с войсками 43-й Армии и разгромили врага;
- спортивно-развлекательный комплекс «Дракино» в деревне Дракино.
- Институт физики высоких энергий (ИФВЭ).

## В массовой культуре
В серии компьютерных игр Assassin’s Creed Протвино являлся одним из немногочисленных представительств ассасинов в России.

## В кинематографии
- Проходили съёмки фантастического сериала «Радар» (2024)[65]. По повести А. Мирера «Главный полдень». Режиссёр-постановщик Константин Смирнов.

## Статьи по теме
- Дом учёных (Протвино)